# Nghĩa Thương
Nghĩa Thương là một xã thuộc huyện Tư Nghĩa, tỉnh Quảng Ngãi, Việt Nam.
Xã Nghĩa Thương có diện tích 14,27 km², dân số năm 1999 là 13678 người, mật độ dân số đạt 959 người/km².